# Lerareninfo
Lerareninfo was een Vlaamse onderwijs-portaalsite die probeerde onderwijsgerelateerde informatie te ordenen. Een team van een vijftal medewerkers tracht een overzicht te geven van online beschikbare informatie over het onderwijs in Vlaanderen. De sites van Lerareninfo werkten onafhankelijk, net-overschrijdend en doen een beroep op vrijwillige medewerkers.

## Doelgroepen
- Basisonderwijs: kleuterleidsters en onderwijzers
- Secundair onderwijs: leerkrachten
- hoger onderwijs en volwassenenonderwijs: leraren
- overig: lerarenopleiding en iedereen die met onderwijs verbonden is.

## De lerarensites
Het portaal was onderverdeeld in vier verschillende subportalen, die elk een specifiek doel voor ogen hebben. Zo was Lerareninfo de gecentraliseerde site, die de gebruikers doorlinkt naar en info geeft over de andere sites. Men kon zich registreren, indien nodig, waardoor toegang verkregen wordt tot de andere sites. Op Lerareninfo was eveneens een overzicht aanwezig van de (tweewekelijks) verzonden nieuwsbrieven.
Het eerste subportaal was lerarenforum. Het forum startte zijn activiteiten in september 2004. De belangrijkste doelstellingen van het forum waren:
- informatie
- communicatie / Uitwisseling
- discussie / hulp
- advies

Een greep uit de onderwerpen:
- Vakinhouden (gerangschikt per onderwijsniveau)
- Bespreken van specifieke problemen op school
- Discussie over allerlei onderwijsthema's
- Onderwijsnieuws en achtergronden
- Vacatures en spontane sollicitaties

De voornaamste bedoeling van het forum was om leerkrachten en toekomstige leerkrachten een informatie- en communicatiekanaal aan te bieden. Op die manier droeg het forum ertoe bij om de ICT-drempel die bij velen nog bestaat, te verlagen. 
Het Lerarenforum had een eigen zoekmachine. Door het gebruik van de zoekmachine vonden gebruikers snel onderwerpen gerelateerd aan hun vraag.
Een tweede luik bevatte de lerarenlinks. Hier werden alle mogelijke (door de gebruikers aangebrachte en door de medewerkers gewikt en gewogen) onderwijslinks gebundeld. Deze waren zowel vakgebonden als thematisch gerangschikt. 
Waar de nadruk bij het forum lag bij communicatie, werd hier het meest aandacht besteed aan de informatie. 
Als derde onderdeel was er lerarenblogs. Hier verscheen elke woensdag een blog, geschreven door een schrijver uit het onderwijsveld. Gebruikers konden er ook hun eigen mening op geven.
Het portaal is intussen reeds geruime tijd offline, na een lang en mooi bestaan op het net. Enkel lerarenlinks bestaat nog, op Facebook.